# Choice (Zoot Sims)
Choice è un album di Zoot Sims, pubblicato dalla Pacific Jazz Records nel 1961. Il disco raccoglie due differenti registrazioni, la prima contenuta nel lato A, è un'esibizione dal vivo con il gruppo di Gerry Mulligan all'Hoover High School di San Diego in California (data indicata nella lista tracce) mentre nel lato B sono contenute incisioni di studio effettuate a Hollywwod, California (date indicate nella lista tracce).

## Tracce
Lato A
1. I'll Remember April – 4:15 (Gene DePaul, Don Raye, Patricia Johnston) – Registrato il 14 dicembre 1954 all’Hoover High School di San Diego, California
2. Flamingo – 2:15 (Ted Grouya, Edmund Anderson) – Registrato il 14 dicembre 1954 all’Hoover High School di San Diego, California
3. There Will Never Be Another You – 5:00 (Harry Warren, Irving Gordon) – Registrato il 14 dicembre 1954 all’Hoover High School di San Diego, California
4. Red Door – 7:00 (Zoot Sims) – Registrato il 14 dicembre 1954 all’Hoover High School di San Diego, California[3]

Lato B
1. You're Driving Me Crazy – 4:47 (Walter Donaldson) – Registrato il 26 marzo 1959 al Sound Enterprises di Hollywood, California
2. Brushes – 6:30 (Russ Freeman, Sam M. Lewis) – Registrato il 25 marzo 1959 al Sound Enterprises di Hollywood, California[4]
3. Choice Blues – 4:30 (Mack Gordon, Harry Warren) – Registrato il 26 marzo 1959 al Sound Enterprises di Hollywood, California[5]

## Musicisti
I'll Remember April
- Zoot Sims - sassofono tenore
- Bob Brookmeyer - pianoforte
- Red Mitchell - contrabbasso
- Larry Bunker - batteria

Flamingo
- Zoot Sims - sassofono tenore
- Gerry Mulligan - sassofono baritono
- Jon Eardley - tromba
- Bob Brookmeyer - pianoforte
- Red Mitchell - contrabbasso
- Larry Bunker - batteria

There Will Never Be Another You
- Zoot Sims - sassofono tenore
- Bob Brookmeyer - trombone a pistoni
- Gerry Mulligan - pianoforte
- Red Mitchell - contrabbasso
- Larry Bunker - batteria

Red Door
- Zoot Sims - sassofono tenore
- Gerry Mulligan - sassofono baritono
- Bob Brookmeyer - pianoforte
- Red Mitchell - contrabbasso
- Larry Bunker - batteria

You're Driving Me Crazy
- Zoot Sims - sassofono tenore
- Russ Freeman - pianoforte
- Billy Bean - chitarra
- Monte Budwig - contrabbasso
- Mel Lewis - batteria

Brushes
- Zoot Sims - sassofono tenore
- Russ Freeman - pianoforte
- Jim Hall - chitarra
- Monte Budwig - contrabbasso
- Mel Lewis - batteria

Choice Blues
- Zoot Sims - sassofono tenore
- Russ Freeman - pianoforte
- Billy Bean - chitarra
- Monte Budwig - contrabbasso
- Mel Lewis - batteria